# 皮爾斯峰
67°48′S 61°12′E / 67.800°S 61.200°E
皮爾斯峰（英語：Pearce Peak）是南極洲的山峰，位於莫耶斯峰以南3.7公里、法拉崖西南面28公里，海拔高度1,200米，該山峰在1931年2月被探險隊發現，現時由南極條約體系管理。